# Хомич Килина Атанасіївна
Кили́на Атана́сіївна Хо́мич (1913 , Пузня, Ровенський повіт, Волинська губернія, Російська імперія  — 11 липня 1943 , Пузня, Ровенська область ) — українська радянська діячка, селянка. Депутат Верховної Ради УРСР 1-го скликання.

## Біографія
Народилася 1913 року в родині бідного селянина-наймита в селі Пузня, тепер село Партизанське Дубровицького району Рівненської області. Працювала в сільському господарстві, з п'ятнадцятирічного віку наймитувала.
У 1934 році навчалася у підпільній школі із ліквідації малописьменності в селі Пузня.
Працювала у підпільній молодіжній (комсомольській) організації КПЗУ Волинського воєводства.
З осені 1939 року — селянка, громадська активістка, член Тимчасового комітету села Пузня Висоцького району Ровенської області.
24 березня 1940 року обрана депутатом Верховної Ради УРСР 1-го скликання по Висоцькому виборчому округу № 346 Ровенської області.
Під час німецько-радянської війни від евакуації відмовилася. Брала участь у радянському партизанському русі. Була членом партизанського загону Мисюри з березня 1943 року. Загинула в селі Пузня в ніч на 11 липня 1943 року від рук загонів УПА разом з грудною дитиною, матір'ю та братом.